# Broomistega putterilli
La broomistega (Broomistega putterilli Broom, 1930) è un anfibio estinto appartenente ai temnospondili. Visse all'inizio del Permiano superiore (Changhsingiano, circa 251 milioni di anni fa) e i suoi resti fossili sono stati ritrovati in Sudafrica.

## Descrizione
Broomistega è molto simile ad altri anfibi del Permiano e del Triassico, come Rhinesuchus e Uranocentrodon, ma le sue dimensioni erano molto minori e alcune caratteristiche richiamavano esemplari giovanili. L'intera lunghezza dell'animale non arrivava al metro. Sembra che Broomistega fosse un genere pedomorfico, che manteneva anche da adulto alcune caratteristiche giovanili. Tra le caratteristiche non pedomorfiche, che hanno permesso di distinguere chiaramente Broomistega dai suoi stretti parenti, si ricordano la forma dei parietali e la struttura del corpo del parasfenoide e degli exoccipitali (Shishkin e Rubidge, 2000).

## Classificazione
I fossili di Broomistega vennero rinvenuti per la prima volta nel Middle Beaufort Group del Sudafrica (Zona a Lystrosaurus), e vennero dapprima descritti da Robert Broom nel 1930 come una nuova specie dell'anfibio Lydekkerina (Lydekkerina putterilli). Nel corso degli anni, questi fossili vennero considerati una specie di Lydekkerinidae o uno stadio giovanile del grande rinesuchide Uranocentrodon. Solo nel 2000 una nuova indagine su questi e altri fossili ha permesso una riclassificazione; venne creato un nuovo genere, Broomistega, che rappresentava uno degli ultimi rinesuchidi. Broomistega è considerato un anfibio pedomorfico, che possedeva le caratteristiche giovanili dei rinesuchidi anche in fase adulta; forse era una forma relitta sopravvissuta dopo l'estinzione del Permo-Trias grazie anche alle piccole dimensioni.

## Paleobiologia
Nel 2013 è stato descritto uno scheletro ben conservato di Broomistega accanto a uno scheletro del cinodonte Thrinaxodon (uno stretto parente dei mammiferi) conservatisi in un'impronta di una tana. L'esemplare molto probabilmente era entrato nella tana mentre il cinodonte era in uno stato di estivazione simile al letargo, e successivamente un'improvvisa inondazione riempì la tana con il sedimento, così da conservare entrambi i corpi insieme (Fernandez et al., 2013).

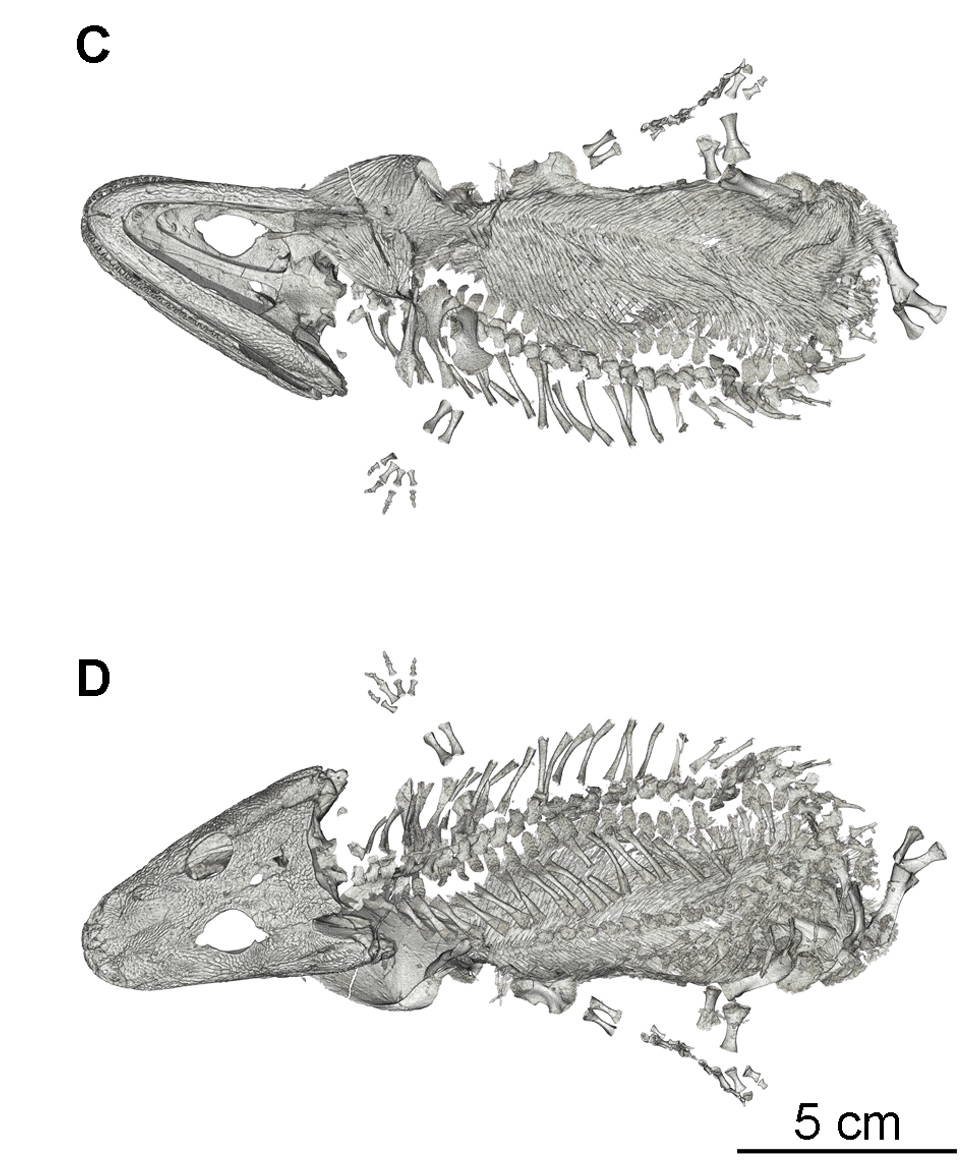
Scheletro di un giovane Broomistega in vista ventrale e dorsale

L'impronta della tana venne inizialmente rinvenuta nel bacino del Karroo (Sudafrica) nel 1975 dal paleontologo James Kitching, ma non venne preparata per molti anni. Parte del cranio di un cinodonte era stato esposto sulla superficie dell'impronta, permettendo a Kitching di attribuirlo al genere Thrinaxodon. Solo dopo una scansione a sincrotroni, avvenuta nel 2013 all'European Synchrotron Radiation Facility, venne scoperto il fossile di Broomistega. Si sono conservate tutte le ossa, ad eccezione di poche falangi del piede destro, e quasi tutte le ossa sono articolate come quando l'animale era in vita. Gli scheletri non mostrano segnali di irrigidimento dovuti al rigor mortis, ma sono schiacciati contro le pareti della tana. Lo scheletro di Broomistega è conservato a pancia in su, appoggiato al lato destro dello scheletro di Thrinaxodon. Questa posizione è probabilmente il risultato dell'improvvisa inondazione, che lo avrebbe spinto sopra il cinodonte.
Broomistega non è ritenuto un animale fossorio, ma semiacquatico. Alcuni esemplari di Thrinaxodon, invece, sono noti in impronte di tane, ma non è chiaro se questo animale le scavasse o se le occupasse solo dopo che erano state scavate da altri animali. È probabile che l'esemplare di Thrinaxodon fosse l'occupante originale della tana, e che l'individuo di Broomistega sia entrato in un secondo tempo. Le articolazioni dell'esemplare non sono molto ossificate, e indicano che l'animale era probabilmente un giovane con numerosi parti cartilaginee nello scheletro. Alcune costole sul lato destro dello scheleltro sono spezzate, e indicano che l'animale era gravemente ferito quando entrò nella tana, forse per aver ricevuto un forte colpo. L'animale era ancora vivo nella tana, perché le fratture alle costole mostrano segni di guarigione, ma la ferita probabilmente danneggiò la sua capacità di respirare e muoversi. Sono inoltre presenti due buchi sulla volta cranica dell'esemplare di Broomistega; anche se sembrano dovuti a un morso, non hanno le dimensioni dei denti dell'esemplare di Thrinaxodon.

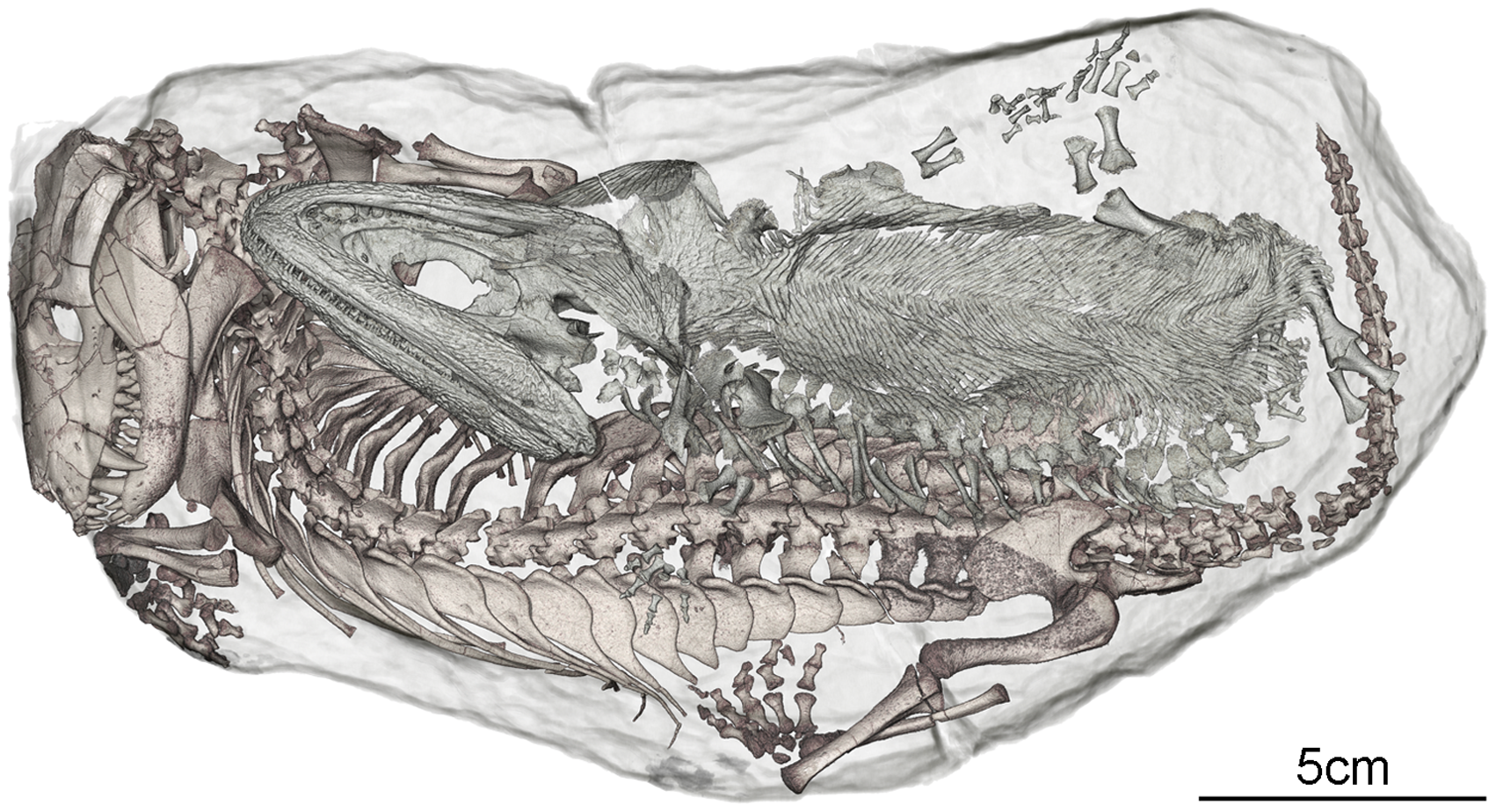
La "strana coppia" del Triassico inferiore: esemplari di Broomistega e di Thrinaxodon all'interno della stessa tana.

La presenza di due specie differenti di grossi vertebrati nella stessa tana è insolita. Esempi odierni di questa associazione sono solitamente il risultato di interazioni tra prede e predatori (ad esempio un predatore che usa la tana come dispensa con i corpi delle sue prede) o di una relazione mutualistica, dove l'occupante originale ottiene protezione dai predatori grazie alla presenza di un secondo occupante. In ogni caso, il beneficio della coabitazione solitamente funziona solo quando vi sono tane multiple, e vi sono dubbi sulla possibilità che Thrinaxodon abbia beneficiato della presenza di Broomistega. Poiché Broomistega non reca segni di morsi da parte di Thrinaxodon, è improbabile che fossero predatore e preda. La spiegazione più plausibile è che Thrinaxodon tollerasse la presenza di Broomistega o fosse incapace di rimuoverlo dalla tana, forse a causa della sua estivazione. Come nel caso di molti anfibi odierni, Broomistega probabilmente entrò nella tana per cercare un rifugio temporaneo. Durante il Triassico inferiore il bacino del Karroo era arido stagionalmente; in questo modo Thrinaxodon potrebbe aver estivato per conservare l'energia durante un periodo in cui le risorse di cibo erano basse, e il solitamente acquatico Broomistega potrebbe essere entrato nella tana per sfuggire alle condizioni ambientali calde e secche.